# Naomi Uemura
Naomi Uemura (植村 直己, Uemura Naomi), né le 12 février 1941 et mort le 13 février 1984 sur le mont McKinley, est un journaliste, alpiniste, explorateur et aventurier japonais, auteur de grandes entreprises solitaires telles que l'ascension du mont McKinley, la descente de l'Amazone et la traversée de l'Arctique.
Avant d'avoir 30 ans Uemura avait déjà grimpé le Kilimandjaro, l'Aconcagua, le mont Blanc, le Cervin, l'Everest et parcouru le Japon à pied du nord jusqu'au sud.

## Biographie

### Jeunesse
Naomi Uemura naît en 1941 à Hidaka, désormais Toyooka, dans une famille d'agriculteurs où il est le plus jeune d'une fratrie de sept enfants. En avril 1960, il entre à l'université Meiji de Tokyo pour étudier l'agriculture et rejoint par la même occasion le club d'alpinisme de l'université. Enfant timide, il espère que la pratique de l'alpinisme lui permettra d'acquérir une plus grande confiance en soi.

### Expéditions
En 1964, à 23 ans, Uemura quitte le Japon avec l'équivalent de 110 dollars américains et prend un bateau en direction de Los Angeles en Californie. Une fois en Californie, il travaille dans une ferme près de la ville de Fresno mais est vite découvert par les autorités américaines. Contraint de quitter le pays, il prend le 20 octobre 1964 à New York un bateau en direction du Havre. Plus tard dans le mois, il arrive à Chamonix en Haute-Savoie.
Le 10 novembre 1964, Uemura tente l'ascension du mont Blanc en solitaire. Cependant, le troisième jour de son expédition, il fait une chute dans la crevasse du glacier des Bossons, à laquelle il survivra. Fin 1964, pour financer ses voyages, il devient patrouilleur des pistes à la station de ski d'Avoriaz à Morzine en Haute-Savoie.
Après deux mois, il quitte temporairement son travail pour randonner dans l'Himalaya et grimper le Cho Oyu au Népal, accompagné de sherpas et du club d'alpinisme de l'université Meiji.
En septembre 1966, il voyage à travers le Kenya pour grimper le Kilimandjaro et le mont Kenya.

#### Amérique du Sud
Uemura prend la direction de l'Amérique du Sud en 1967 avec comme objectif de grimper l'Aconcagua. Doutant de sa capacité à réussir l'ascension, les autorités locales lui demandent une autorisation militaire, un garant, et un accord de l'ambassade du Japon. Ce sont les membres de l'association d'alpinisme de Mendoza qui se portent garants d'Uemura. En attendant l'autorisation militaire, Uemura monte le cerro El Plata (en) (5 968 m) pour prouver ses capacités. Il donne aussi le nom de « Meiji », en l'honneur à son université, à un pic auparavant sans nom en Argentine.
Après son ascension réussie de l'Aconcagua en avril 1968, Uemura part d'Iquitos au Pérou et descend 6 000 km de l'Amazone en radeau jusqu'à Macapá au Brésil
Après être arrivé au Brésil, Uemura prend un avion pour retourner en Californie pour travailler dans une usine de fruits et visiter l'Alaska. En attente du permis pour grimper le mont McKinley, Uemura gravit le mont Sanford.

#### Expédition à l'Everest
En 1970, après la levée d'interdiction pour les étrangers de faire de l'alpinisme sur le népalais par le gouvernement, Naomi Uemura devient le premier Japonais à atteindre le sommet de l'Everest.

#### Première ascension du mont McKinley
En 1970, Uemura atteint le sommet du mont McKinley et devient de ce fait la première personne à atteindre en solitaire le sommet de la plus haute montagne d'Amérique du Nord. Cet exploit est d'autant plus impressionnant qu'Uemura effectue son ascension en dehors de la période favorable à l'alpinisme.

#### Traversée à pied du Japon
En 1971, après être revenu au Japon, Uemura, en prévision de son voyage en Antarctique, décide de traverser à pied le pays du nord au sud pour un voyage de plus de 3 000 km en partant de Wakkanai à Hokkaidō, ville la plus septentrionale du pays, jusqu'à Kagoshima au sud. Ce voyage lui prend 52 jours. Il écrit une série d'articles sur l'Everest pour le quotidien Mainichi Shinbun.

#### Vie avec les Inuits
Pour se préparer à son expédition en chien d'attelage en Arctique, Uemura passe un an dans le village le plus septentrional du Groenland à Siorapaluk.

#### Voyages en chien d'attelage dans le Grand Nord
Entre 1974 et 1976, en prévision de son voyage en Antarctique, Uemura parcourt plus de 12 000 km en traîneau à chien à travers tout l'Arctique.
Uemura écrit qu'il a presque abandonné deux fois lors de son voyage au pôle Nord en 1978, en suivant l'itinéraire de l'expédition de Robert Peary. Le quatrième jour après le début de son expédition, son camp est envahi par un ours blanc qui mange ses provisions et s'approche dangereusement de lui. Lorsque l'ours revient le jour d'après, Uemura se tient près et le tue avec son fusil. Le 35e jour de son voyage, Uemura est accroupi sur la glace avec ses chiens lorsque celle-ci se fend en morceau, laissant Uemura et ses chiens sur un bloc de glace à la dérive. Heureusement, après une nuit de terreur, Uemura trouve un moyen de regagner la banquise.
Malgré tout, il persévère et devient la première personne à atteindre le pôle Nord en solitaire. Décrivant ses 57 jours d'expédition, il écrit : « Ce qui me poussait à continuer était la pensée que si j'abandonnais je ne pourrais plus jamais regarder dans les yeux les personnes qui m'ont aidé et supporté ». Il est aidé par des dépôts de vivres parachutés par avion.

#### Ascension du mont McKinley en hiver
Après avoir déjà gravi le mont McKinley en solitaire avec succès, Uemura décide de retenter l'expérience mais cette fois-ci en hiver, ce que seule une seule expédition avant celle d'Uemura avait réussi à réaliser.
Pour pallier le risque de chute dans une crevasse, Uemura met en place un système d'« auto-sauvetage » consistant en du bambou attaché à ses épaules de sorte que, s'il tombe dans une crevasse, il puisse se hisser hors du trou. De plus, pour garder un équipement léger, il décide de dormir dans des grottes plutôt que de prendre une tente avec lui.
Il commence son ascension au début du mois de février 1984 et aurait atteint le sommet le 12 février. Ceci fait donc de lui le premier homme à atteindre le sommet du mont McKinley en hiver en solitaire.

### Disparition
Le 13 février 1984, un jour après son 43e anniversaire, Uemura communique avec des photographes japonais qui survolent le mont McKinley, annonce qu'il a atteint le sommet et qu'il pense atteindre le camp de base deux jours plus tard. Il n'atteint finalement jamais celui-ci.
Ce jour-là, la montagne est touchée par des vents violents et une température de −46 °C. Les avions tentent de localiser Uemura en vain.
Il est très probable qu'Uemura est arrivé à bout de ses forces et de ses provisions. Cependant, compte tenu de sa réputation, personne ne veut tenter d'aller le secourir de peur de l'offenser. Doug Geeting, l'un des pilotes survolant la montagne, dit même que « si ce n'avait pas été Uemura nous aurions déjà envoyé des secours à ce moment-là ». Le 20 février, après une accalmie de la météo, les recherches commencent, sans succès.
Plus tard dans le mois, deux alpinistes expérimentés sont envoyés à 4 300 m pour chercher Uemura. Ils trouvent une grotte dans laquelle Uemura avait probablement dormi lors de son ascension mais toujours aucun signe de ce dernier. Cependant, ils trouvent un journal dans lequel Uemura dit s'être débarrassé d'une partie de son équipement pour alléger son poids. Ses bâtons d'auto-sauvetage sont retrouvés à 2 900 mètres, Uemura les ayant laissés sachant qu'il avait passé la plupart des crevasses. L'hypothèse dominante est que lors de sa descente Uemura serait tombé, puis enfoui sous la neige ; une autre théorie est qu'il aurait réussi à atteindre 4 300 m d'altitude avant de tomber dans une crevasse et de mourir.
Plus tard, un groupe d'alpinistes japonais part en expédition pour tenter de localiser son corps, en vain. Cependant, ils parviennent à retrouver l'endroit où Uemura a abandonné la plupart de son équipement, à 5 200 m d'altitude.
À la suite de sa découverte, le journal d'Uemura est publié en japonais et en anglais. Il décrit les conditions difficiles de l'ascension : les chutes dans des crevasses, les températures à −40 °C, la viande congelée et le manque d'abris. Les entrées du journal dépeignent cependant un Uemura en bonne santé mentale, ce dernier écrivant qu'il chantait des chansons pour rester concentré sur son ascension.
Dans la dernière entrée de son journal il est écrit, « j'aimerais pouvoir dormir au chaud dans un sac de couchage, peu importe ce qu'il peut arriver, je vais grimper le mont McKinley ».

## Postérité
Uemura tenait souvent des conférences à propos de ses voyages. Ses livres de voyage pour enfants étaient très populaires au Japon.
Il existe deux musées dédiés à sa vie, l'un à Tokyo et l'autre à Toyooka.
L'université Meiji le décore d'un titre honorifique quelques mois après sa disparition en juin 1984.
Il reçoit à titre posthume le prix Naomi Uemura, créé au Japon après sa mort pour honorer les aventuriers du monde entier.
Le film sur sa vie, Uemura Naomi monogatari (en japonais : 植村直己物語) sort en 1986 en anglais et en japonais.
On retient de Naomi Uemura qu'en plus d'être un alpiniste hors-pair il était aussi quelqu'un d'altruiste qui prenait beaucoup soin d'autrui. L'auteur Jonathan Waterman dit de lui : « Sa modestie était aussi remarquable que furent ses exploits en solitaire. Une autre partie de son génie repose dans le grand intérêt qu'il portait à toute personne qu'il rencontrait. »

## Œuvre bibliographique
| Année de parution | Titre japonais             | Titre anglais                             |
| ----------------- | -------------------------- | ----------------------------------------- |
| 1971              | 青春を山に賭けて           | Betting the Youth on the Mountains        |
| 1974              | 極北に駆ける               | Run to the Far North                      |
| 1976              | 北極圏一万二千キロ         | 12,000 kilometers above the Arctic Circle |
| 1978              | 北極点グリーンランド単独行 | Solo trip to North Pole Greenland         |
| 1980              | 冒険                       | Adventures                                |